# Дуб Мєшко І
Дуб Мешко I — дуб черешчатий, пам'ятка природи, одне з найстаріших дерев Польщі (вік близько 600 років). Найстаріший і другий (після Упертого Мазура) дуб у Мазовецькому воєводстві .
Дерево росте в варшавському районі Урсинув на вулиці Новоурсиновська, яка проходить уздовж Натолінського лісу.

## Опис
Дубу Мешко І близько 600 років. Це найстаріше дерево-пам'ятка природи у Варшаві і найстаріший дуб у Мазовецькому воєводстві. Неодноразово зазнав численних консерваційних та ремонтних робіт.
Дерево має висоту 18 м. Окружність його стовбура становить, за різними даними, 843—846 см (на висоті 1,3 м). На інформаційній дошці, розміщеній біля дуба Управлінням охорони навколишнього середовища мерії Варшави, зазначено, що його окружність становить 864 см (на висоті 1,3 м), а діаметр крони — 10 м.
Мешко І має покручений у нижній частині стовбур, низьку неправильну форму крони діаметром 12 м, яка у верхній частині підтримується сталевими тросами. Більша частина крони відмерла і поступово відламалася, проте дуже товста гілка, що росте з південного боку, залишилася живою. Отвір у стовбурі заклали цеглою та цементом. Це відповідало тогочасним рекомендаціям консерваторів, а також захищало дерево від вандалів, які мали звичку розпалювати багаття і кидати сміття всередину гнилого стовбура.
У ніч з 16 на 17 червня 2019 року Мєшко І горів. 17 червня вранці частина дерева знову почала горіти і викликані пожежники ліквідували вогонь . Згоріла в основному мертва частина дуба. У липні 2019 року було невідомо, як вплинула висока температура на фізіологію дерева . Наприкінці 2019 року Мешко I був взятий під спостереження. У лютому 2020 року розслідування підпалу дерева було припинено у зв'язку з тим, що не вдалося виявити зловмисника. Навесні 2020 року дуб розпустив листя.

### Догляд
У 1972—1974 роках його консервували, після чого на ньому встановили інформаційну табличку: Dąb Mieszko I Ostaniec Puszczy Mazowieckiej wiek około 1000 lat. Uratowany przed zagładą dzięki konserwacji wykonanej specjalnymi metodami w latach 1972—1974 przez Zjednoczone Zespoły Gospodarcze «Inco». Інформація про вік дерева, вказана на табличці, є невірною — пізніші дослідження показали, що дерево молодше.
У 1994 році дуб ще мав зелену крону. Вже у 1997 році ¾ дерева займали сухі гілки. У 1996—1997 роках окружна прокуратура Варшави-Мокотува розслідувала, серед іншого, недбалий догляд за дубом. 30 вересня 1997 року прокуратура повідомила, що Мешко І, як і інші дерева, про які йде мова, перебувають під постійним наглядом консерватора, і розслідування не підтвердило, що посадові особи, відповідальні за догляд за пам'ятками природи, сприяли їхньому знищенню.
Єдина здорова гілка, що росте з південного боку, підтримується сталевими опорами. У 2015 році було проведено подальший ремонт, під час якого, серед іншого, були побудовані абсолютно нові опори та встановлені пояси для підтримки крони дуба.

## Галерея

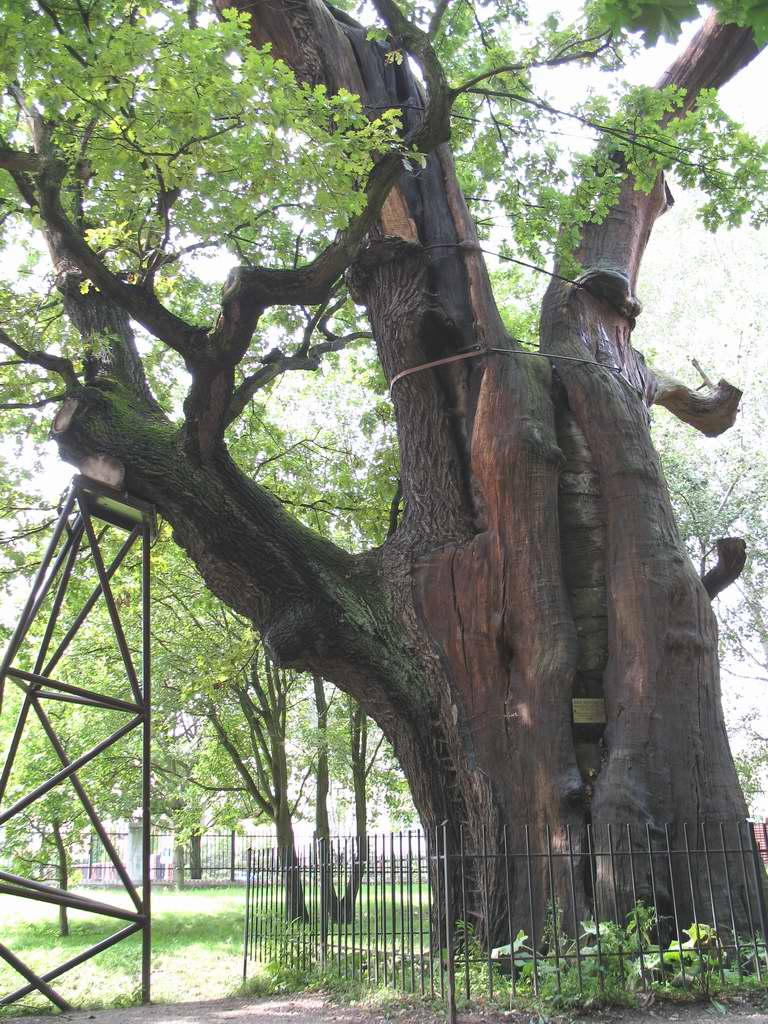
Дуб Мєшко І у 2006 році
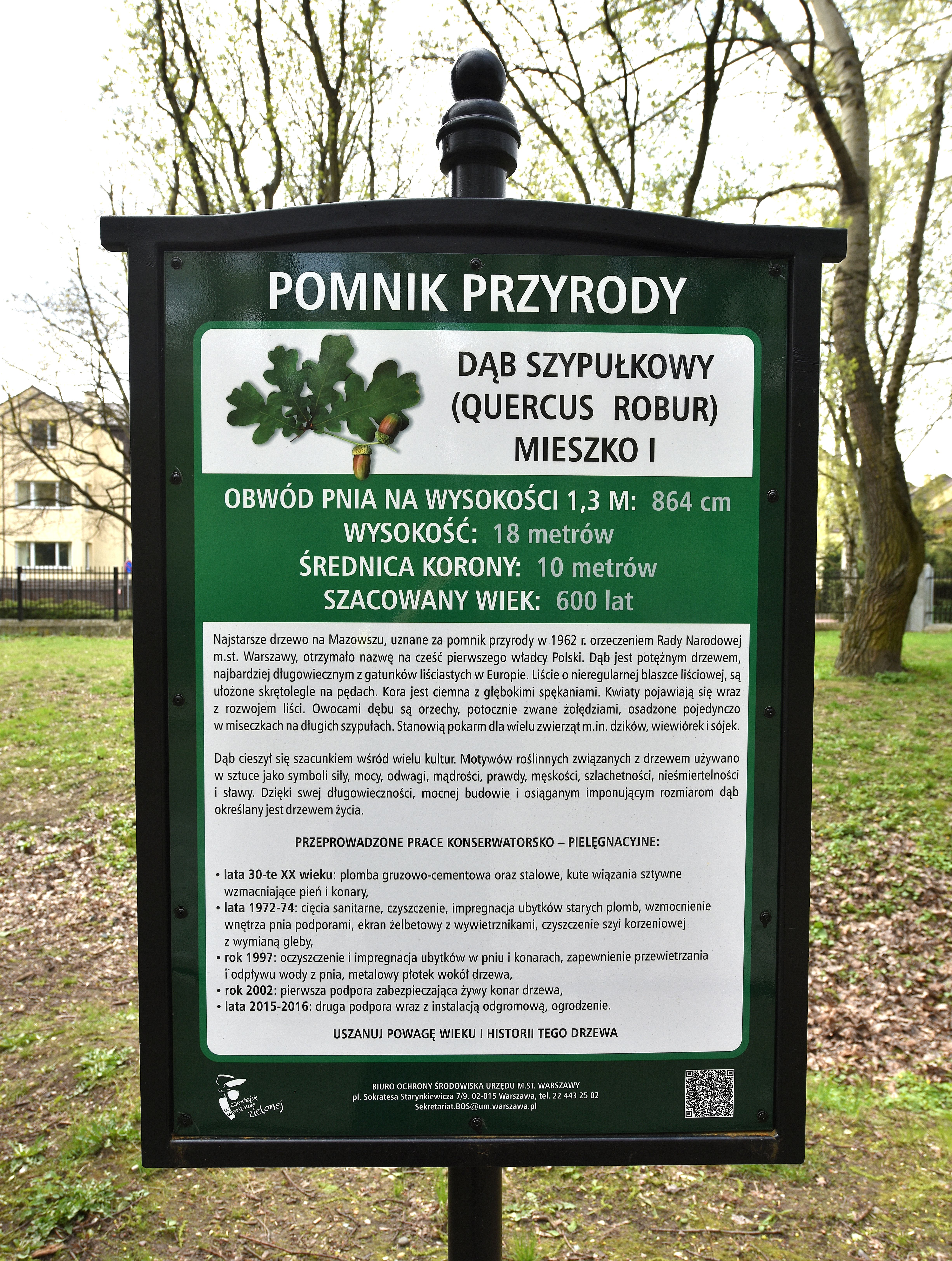
Інформаційний стенд Управління охорони навколишнього середовища мерії Варшави
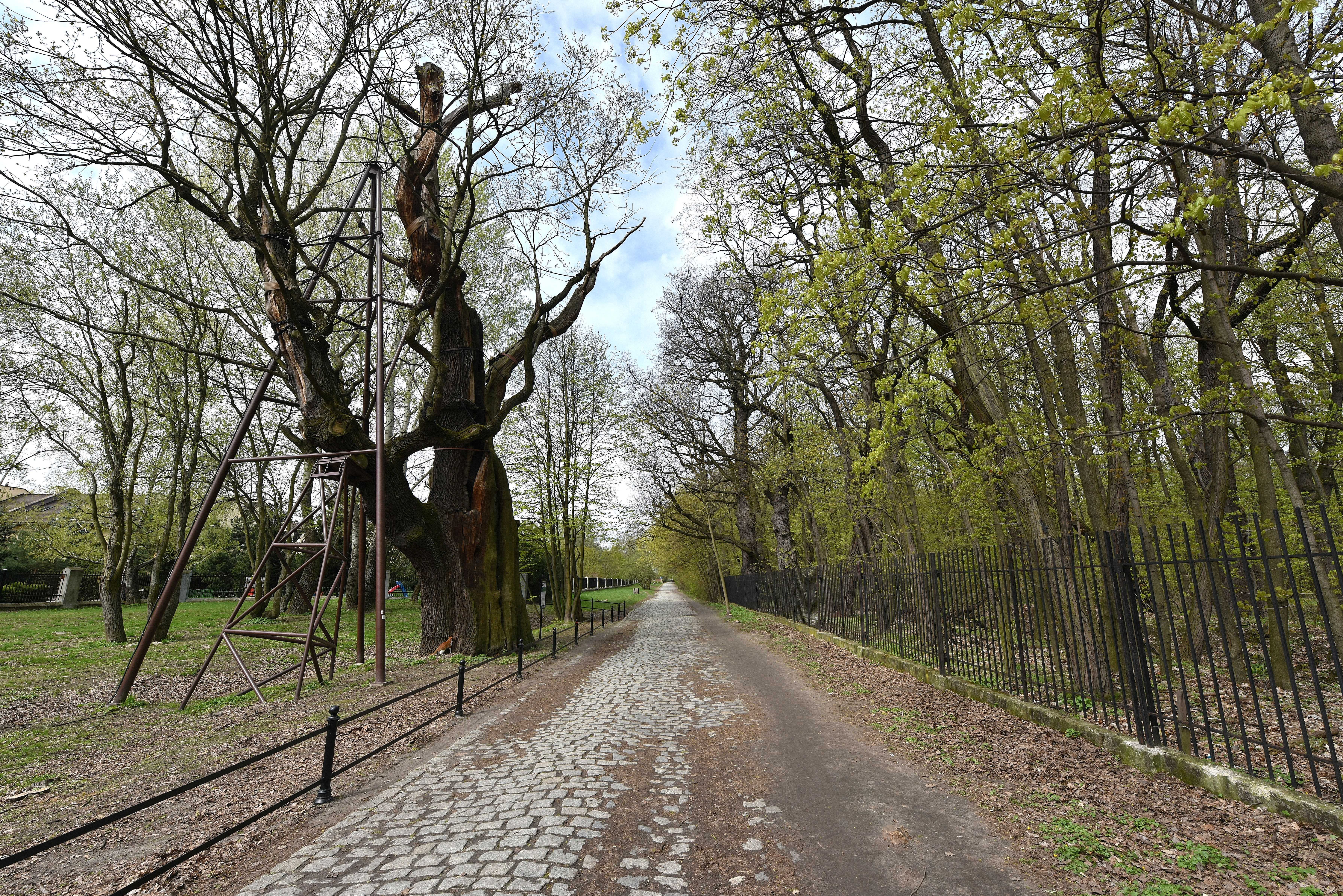
Дуб у перспективі Новоусиновської вулиці.
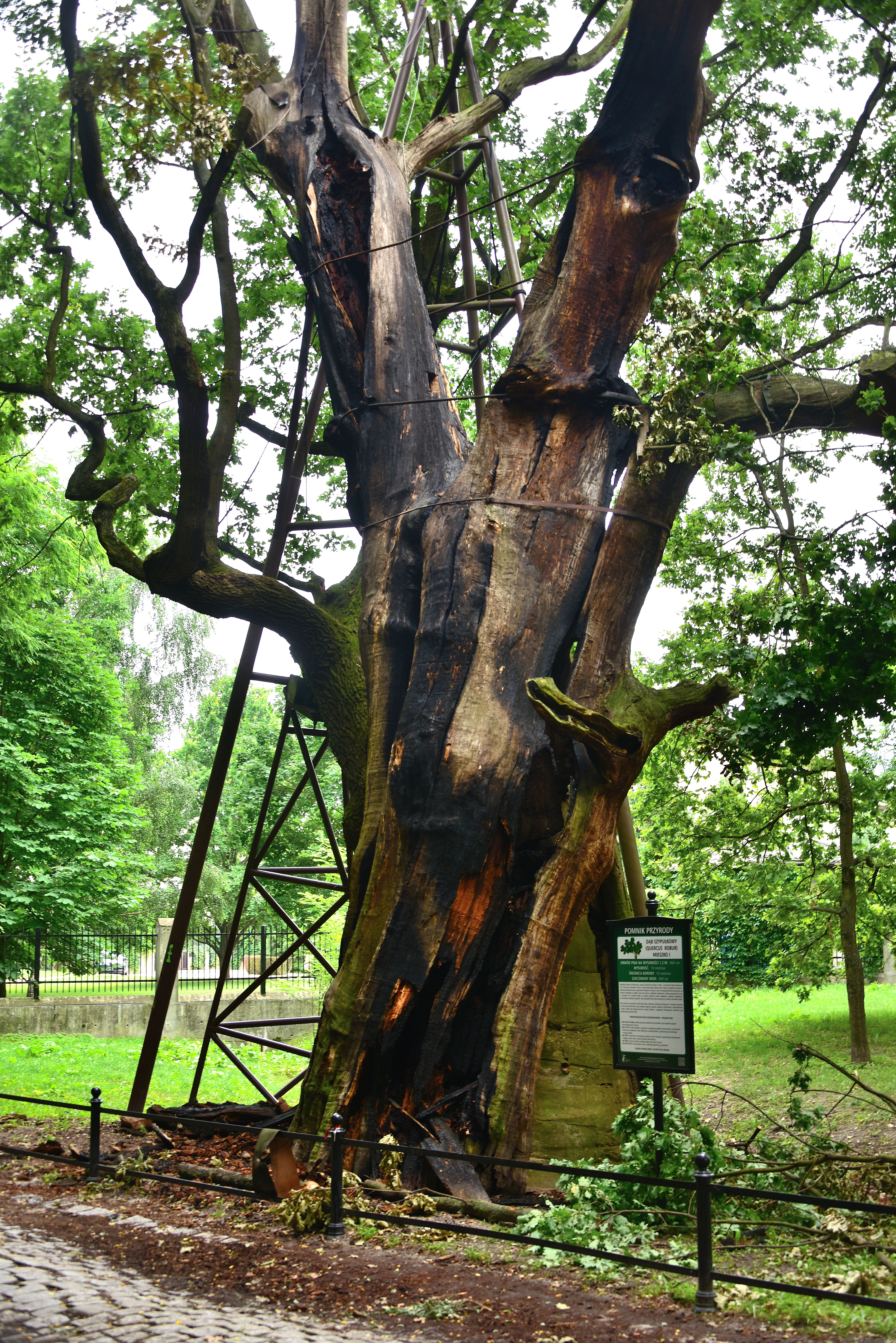
Мєшко І після пожежі у червні 2019 року

## Зовнішні посилання
- "Twardziel". Sprawdzili stan Mieszka po pożarze. tvnwarszawa.tvn24.pl. 6 жовтня 2019.